# Открытый чемпионат Нанкина по теннису среди женщин
Открытый чемпионат Нанкина — профессиональный женский теннисный турнир. Играется на открытых кортах с хардовым покрытием.
Соревнования проводятся в китайском городе Нанкин в конце осени, продолжая серию турниров ассоциации в регионе.

## Общая информация
Небольшие женские турниры под эгидой ITF проводятся с начала 2000-х годов, но сравнительно крупные соревнования пришли в Нанкин лишь во втором десятилетии XXI века: в рамках подготовки местного спортивного комплекса к играм II юношеской Олимпиады в городе был обновлён местный теннисный центр, а накануне сезона-2013 удалось выкупить у WTA лицензию турнира категории WTA 125k, некоторое время до того принадлежавшую организаторам из индийской Пуны.
Первый розыгрыш приза проведён на рубеже октября и ноября 2013 года, собрав сравнительно сильный состав (все игроки посева одиночного турнира входили в Top100 рейтинга WTA).

## Финалисты разных лет

### Одиночный турнир
| Год  | Чемпион   | Финалист    | Счёт        |
| ---- | --------- | ----------- | ----------- |
| 2013 | Чжан Шуай | Аюми Морита | 6-4 — отказ |

### Парный турнир
| Год  | Чемпионы             | Финалисты                  | Счёт    |
| ---- | -------------------- | -------------------------- | ------- |
| 2013 | Мисаки Дои Сюй Ифань | Ярослава Шведова Чжан Шуай | 6-1 6-4 |